# 馬森 (嘉靖進士)
馬森（1506年—1580年），原姓裴，後復姓馬，字孔養，號鍾陽。福建懷安縣（今屬福州市）人。明朝政治人物，隆慶朝官至戶部尚書。

## 生平
父馬骢，晚年得一子，被家人失手摔死，馬骢引為己咎，不加罪。第二年，馬森出生。
嘉靖七年（1528年）戊子科福建乡试第十五名举人，奉父命上書请求恢复姓馬，嘉靖十四年（1535年），馬森年三十，中式乙未科三甲二百一十七名進士，授户部主事，历知太平府（今安徽当涂）。遷江西按察司副使，九江兵备，晋布政司右参政，三十二年三月升江西按察使。有进士因納妾而殺妻，抚按欲缓其刑責，馬森堅決將其治法。三十三年七月升山东右布政使，十二月升江西左布政使，三十五年六月擢都察院右副都御史，巡撫江西。
三十六年升刑部右侍郎，十二月改戶部。馬森在江西時，曾推薦布政使宋淳。後來宋淳巡撫南、贛，因貪贓被查，馬森受牽連，左遷大理寺卿。任內多次查清疑獄，與刑部尚書鄭曉、都御史周延並稱「三平」。三十九年三月升户部右侍郎、总督仓场督理西苑农事，四十年二月因病歸里。
四十一年十一月又起為南京工部右侍郎，四十二年三月改戶部右侍郎，六月轉左侍郎。嘉靖四十四年（1565年）三月復任总督仓场督理西苑农事，五月以右都御史總督漕運，兼巡撫鳳陽，次年闰十月，遷南京戶部尚書。
隆慶元年（1567年），升户部尚書，厲行節儉。隆庆三年，以母老乞归养。万历八年（1580年）卒于家，贈太子少保，諡恭敏。

## 著作
有《書傳敷言》10卷，《春秋伸義辨類》29卷，《學庸口義》3卷及《文集》20卷。後人集《恭敏公集》。

## 家族
曾祖裴鈞。祖父裴俊，贡士。父馬骢。嫡母李氏，生母何氏。慈侍下。弟馬楷。

### 書目
- 《弇州山人续稿》卷129《资政大夫户部尚书钟阳马公神道碑》
- 《明史》卷二一四

| 官衔          | 官衔                                 | 官衔          |
| ------------- | ------------------------------------ | ------------- |
| 前任： 周祖堯 | 明朝太平府知府 嘉靖二十三年-二十六年 | 繼任： 宋淳   |
| 前任： 范钦   | 九江兵备道                           | 繼任： 陈公陞 |